# Nieuw-Zeeland op de Olympische Winterspelen 2018
Nieuw-Zeeland was een van de deelnemende landen aan de Olympische Winterspelen 2018 in Pyeongchang, Zuid-Korea.
Bij de zestiende deelname van het land aan de Winterspelen werd aan de enige tot nu toe behaalde medaille, in 1992 behaalde alpineskister Annelise Coberger de zilveren medaille op de slalom, er twee aan toegevoegd. De twee, bronzen, medailles werden behaald door Nico Porteous op het onderdeel halfpipe in het freestyleskiën en Zoi Sadowski-Synnott op het onderdeel big air in het snowboarden.

## Medailleoverzicht
| Sport          | Olympiër             | Onderdeel    | Medaille |
| -------------- | -------------------- | ------------ | -------- |
| Freestyleskiën | Nico Porteous        | halfpipe (m) | Brons    |
| Snowboarden    | Zoi Sadowski-Synnott | big air (v)  | Brons    |

## Deelnemers en resultaten
(m) = mannen, (v) = vrouwen 

### Alpineskiën
| Olympiër (deelname) | Onderdeel        | Resultaat | Prestatie                                                            |
| ------------------- | ---------------- | --------- | -------------------------------------------------------------------- |
| Adam Barwood (2)    | reuzenslalom (m) | 34e       | 1e run: 1.13,41 (40e) 2e run: 1.13,81 (35e) totaal: 2.27,22 (+9,18)  |
| Adam Barwood (2)    | super g (m)      | 43e       | 1.31,10 (+6,66)                                                      |
| Will Feasey         | reuzenslalom (m) | 36e       | 1e run: 1.14,48 (42e) 2e run: 1.13,80 (34e) totaal: 2.28,28 (+10,24) |
| Will Feasey         | super g (m)      | 37e       | 1.28,59 (+4,15)                                                      |
|                     |                  |           |                                                                      |
| Alice Robinson      | reuzenslalom (v) | 35e       | 1e run: 1.16,66 (37e) 2e run: 1.14,53 (38e) totaal: 2.31,19 (+11,17) |
| Alice Robinson      | slalom (v)       | DNF-1     | 1e run: niet gefinisht                                               |

### Freestyleskiën
| Olympiër (deelname)  | Onderdeel      | Resultaat | Prestatie                                                              |
| -------------------- | -------------- | --------- | ---------------------------------------------------------------------- |
| Miguel Porteous      | halfpipe (m)   | 17e       | kwalificatie: 62.60 (40.40, 62.60)                                     |
| Nico Porteous        | halfpipe (m)   | Brons     | kwalificatie: 72.80 (51.20, 72,80) finale: 94.80 (82.40, 94.80, 30.00) |
| Beau-James Wells (2) | halfpipe (m)   | 4e        | kwalificatie: 88.20 (86.20, 88.20) finale: 91.60 (87.40, 52.20, 91.60) |
| Byron Wells (2)      | halfpipe (m)   | 12e       | kwalificatie: 88.60 (88.60, 42.00) finale: niet gestart                |
| Jamie Prebble        | skicross (m)   | 1/8F      | plaatsingsronde: 1.10,48 (+1,74) (25e) 1/8F, serie 3: 3e               |
| Finn Bilous          | slopestyle (m) | 13e       | kwalificatie: 85.00 (24.80, 85.00)                                     |
| Jackson Wells        | slopestyle (m) | 25e       | kwalificatie: 52.80 (52.80, 42.00)                                     |
|                      |                |           |                                                                        |
| Britt Hawes          | halfpipe (v)   | 16e       | kwalificatie: 67.80 (67.80, 48.60)                                     |
| Janina Kuzma (2)     | halfpipe (v)   | 22e       | kwalificatie: 57.40 (52.20, 57.40)                                     |

### Schaatsen
| Olympiër (deelname)                      | Onderdeel            | Resultaat    | Prestatie |
| ---------------------------------------- | -------------------- | ------------ | --- |
| Reyon Kay                                | 1500 m (m)           | 26e          | 1.47,81 (+3,80)                                                                                                 |
| Reyon Kay                                | massastart (m)       | halve finale | HF-1: 0 pnt; 12e (9.17,99)                                                                                      |
| Peter Michael                            | 1500 m (m)           | 14e          | 1.46,39 (+2,38)                                                                                                 |
| Peter Michael                            | 5000 m (m)           | 4e           | 6.14,07 (+4,31)                                                                                                 |
| Peter Michael                            | massastart (m)       | 15e          | HF-2: 60 pnt; 1e finale: 0 pnt; 15e (7.49,33)                                                                   |
| Shane Dobbin (3) Reyon Kay Peter Michael | ploegenachtervolging | 4e           | KF: 3.41,18 (4e) HF-1: verloren van Zuid-Korea 3.39,53 (+0,71) B-finale: verloren van Nederland 3.43,54 (+5,14) |

### Skeleton
| Olympiër       | Onderdeel | Resultaat | Prestatie                               |
| -------------- | --------- | --------- | --------------------------------------- |
| Rhys Thornbury | mannen    | 14e       | 3.24,72 (50,90 / 51,03 / 50,65 / 52,14) |

### Snowboarden
| Olympiër             | Onderdeel          | Resultaat | Prestatie                                                                   |
| -------------------- | ------------------ | --------- | --------------------------------------------------------------------------- |
| Carlos Garcia Knight | big air (m)        | 11e       | kwalificatie, serie 2: 97.50 (88.75, 97.50) finale: 54.25 (JNS, JNS, 54.25) |
| Carlos Garcia Knight | slopestyle (m)     | 5e        | Kwalificatie heat 1: 2e (80,10 pnt) Finale: 5e (78,60 pnt)                  |
| Rakai Tait           | halfpipe (m)       | 26e       | kwalificatie: run 1: 36.50 punten; run 2: 25.75 punten                      |
| Duncan Campbell      | snowboardcross (m) | 1/8F      | plaatsingsronde: 1.16,86 (36e) (1.16,86, DNF) 1/8F, serie 3: 5e             |
|                      |                    |           |                                                                             |
| Zoi Sadowski-Synnott | big air (v)        | Brons     | kwalificatie: 92.00 (72.75, 92.00) finale: 157.50 (65.50, 92.00, JNS)       |
| Zoi Sadowski-Synnott | slopestyle (v)     | 13e       | 48.38 (26.70, 48.38)                                                        |